# 4-Oxoizoforon
A 4-oxoizoforon tiszta sárga folyadék vagy szilárd anyag, melynek édes tea-szerű illata van. Alkoholban jól oldódik. A természetben is előfordul, pl. az Osmanthus fragrans(en) nevű, Kínában honos növény egyik illóolaja, de megtalálható a Ditaxis heterantha(en) nevű, Mexikóban vadon élő növényben is.
Különleges minőségű illatosító anyag. Élelmiszerekben (tea, üdítőitalok, fagylalt), kozmetikumokban (szappan, sampon, parfüm) és dohányárukban használják.
Kémiai szerkezete szerint rendhagyó alakú terpenoid. Köztes vegyületként keletkezik E-vitamin előállítása során.
Izoforon(en) (3,5,5-trimetil-2-ciklohexén-1-on) katalitikus oxidálásával állítják elő. Katalizátorként egy mangán-szelén komplexet használnak.